# Wainui Falls
Die Wainui Falls sind ein Wasserfall im Abel-Tasman-Nationalpark auf der Südinsel Neuseelands. Er liegt im Lauf des Wainui River, der in nördlicher Fließrichtung in die Wainui Bay mündet. Seine Fallhöhe beträgt 20 Meter.
Von Tākaka sind es 21 km über den Abel Tasman Drive in östlicher Richtung bis zur kurzen Wainui Falls Road, die nach Südwesten abzweigt. An deren Ende beginnt ein  Wanderweg, der entlang des Wainui River unter anderem über eine Hängebrücke hinweg in 30 Minuten zum Wasserfall führt.